# Orna Barbiwaj
Ornia Barbiwaj (ur. 1962) – izraelska generał i polityk, od 2019 poseł do Knesetu. Od 2021 do 2022 była ministrem gospodarki Izraela.

## Życiorys
Urodziła się w 1962 roku. Mając 19 lat w 1981 roku wstąpiła do izraelskiej armii. W 2011 roku została awansowana do stopnia generała brygady. Jest pierwszą kobietą w historii armii izraelskiej w stopniu generała.
Przed wyborami w kwietniu 2019 dołączyła do koalicji Niebiesko-Biali stworzonej przez Beniego Ganca, Moszego Ja’alona i Ja’ira Lapida. Otrzymała dziesiąte miejsce na liście. W kwietniowych wyborach uzyskała mandat posła.
W 2021 wraz z utworzeniem 36. rządu Izraela została ministrem gospodarki. Funkcję sprawowała do 29 grudnia 2022, gdy został zaprzysiężony nowy rząd. W wyborach parlamentarnych w 2022 roku ponownie otrzymała mandat posła.  

## Życie prywatne
Ma dwoje dzieci.